# Рэп-баттл
Рэп-баттл (англ. Rap battle или Battle rap), также известный как рэп-баттлинг (rap battling) — состязание в речитативном стиле рэп, исполняемое двумя или более исполнителями, которое включает в себя хвастовство, оскорбления и игру слов. Рэп-баттл часто осуществляется или исполняется фристайлом спонтанно во время живых баттлов, «где MC выступают на одной сцене, чтобы посмотреть, у кого куплеты лучше», хотя он также может появляться на студийных альбомах.

## История
Согласно теории, выдвинутой профессором Ференцем Сасом, рэп-баттлы берут свое начало от каледонского вида искусства, именуемого «flyting», который имел определённую популярность в XVI веке в питейных заведениях Шотландии. Суть заключалась во взаимном оскорблении двумя поэтами друг друга и реализовывалась в стихотворной форме. После данный вид развлечения был перенят американскими рабовладельцами, которые устраивали подобные баталии среди своих рабов.
Спустя несколько веков данное направление видоизменилось и приобрело привычное название «рэп-баттл».
Первые рэп-баттлы начали проводиться в начале 1980-х. Один из самых ранних баттлов состоялся в декабре 1982 года в Нью-Йорке (США) между американскими рэперами Kool Moe Dee и Busy Bee Starski.
В 1980-х рэпер Big Daddy Kane в книге «How to Rap» сказал: «…будучи MC из 80-х, ты мыслишь в формате рэп-баттла… ты сосредотачиваешься на поиске убойной рифмы, когда тебе нужно кого-то забаттлить… уже не думая о рифме для песни».
Также рэп-баттл ассоциируется с олдскулом в хип-хопе. Расцвет баттлов на открытых площадках пришёлся в период 1980—1990-х годов в США. Наиболее известные баттлы были включены в книгу «Book of Rap Lists»: Roxanne Wars (1984—1985), Juice Crew против Boogie Down Productions (1986—1988), Kool Moe Dee против LL Cool J (1987—1991), MC Serch против MC Hammer (1989—1994), Dr. Dre и Snoop Dogg против Luke (1992—1993), Common против Айс Кьюба (1994—1996), MC Pervis и Brand New Habits и LL Cool J против Canibus.
В 1990-х в США популярность обрели фристайл-баттлы. Данный вид баттлов состоит из трёх раундов и позволяет выявить наиболее харизматичных и артистичных рэп-исполнителей. Фристайл-баттл происходит из афроамериканского обычая устной игры «дюжины» (англ. Dozens). Исконный принцип фристайл-баттла заключался в полной импровизации во время выступления, однако в настоящее время в основном текст для баттлов пишется и заучивается заранее.
С начала 2000-х рэп-баттлы появились на американском телевидении. Состязания проводились в различных телешоу на таких телеканалах как HBO, BET и MTV. Фристайл-баттлам был посвящён фильм «8 миля» с Эминемом.
Первый турнир, посвящённый рэп-баттлам, был организован в 2006 году в Лондоне (Великобритания) под названием Jump Off TV’s World Rap Championships, в котором состязались рэп-исполнители из Великобритании и США. В настоящее время наиболее известными турнирами по рэп-баттлам являются King of the Dot (Канада), Don’t Flop (Великобритания), Ultimate Rap League (США), GrindTimeNow (США), FlipTop (Филиппины), Versus Battle (Россия).

## Форматы проведения
Классический — баттл проводится в определённом помещении, участники выступают вживую перед аудиторией. Данный формат является наиболее сложным для МС, так как помимо дикции необходимо обладать харизмой, чтобы суметь заинтересовать людей, перед которыми ведётся выступление, а также обладать хорошей памятью, чтобы запомнить написанный текст. Сейчас большинство офлайн-баттлов проходит в виде мероприятий, выступления на которых записываются и после выкладываются в Интернет. К этому формату относятся лиги King of the Dot, Don’t Flop, Versus Battle, Slovo, RBL и другие.
Онлайн-баттл — данные баттлы чаще всего проходят в формате лестницы, каждая ступень которых именуется раундом. Участники записывают трек на заданную тему под свободный бит. После чего судейская коллегия выставляет участникам баллы, руководствуясь имеющимися в их распоряжении критериями. Таким образом участники, набравшие наибольшее количество баллов, проходят на ступень выше в следующий раунд, где меняется тема трека — остальные участники выбывают. Ярким примером такого формата служат баттлы, которые проводились на интернет-портале hip-hop.ru.
Текстовый онлайн-баттл — имеет схожие правила с простым онлайн-баттлом, однако разница заключается в том, что участники не записывают треки, ограничиваясь лишь текстом. В таком случае внимание уделяется не дикции и техничности чтения, а соблюдению слогов и качеству рифмовки.

## Виды рэп-баттлов
Фристайл-баттл — подразумевает под собой выступление МС без заготовленного текста. Таким образом оценивается не только количество рифм и качество ударных линий (панчей), но и умение быстро импровизировать, рифмуя буквально на ходу. В России одними из лучших фристайл-МС считаются Noize MC, RE-pac, Змей, и Abbalbisk.
Комплиментарный баттл — воспевание противника. В комплиментарных баттлах важны не столько сами комплименты, сколько колкость их подачи, наличие сарказма, юмор и некая абсурдность комплиментов.
BPM-баттл — разновидность, присущая только оффлайн-баттлам, особенность которой заключается в том, что участники выступают не акапельно, а под выбранное или случайное музыкальное сопровождение. Название BPM взято от одноименной единицы измерения в музыке.
Тематический баттл — баттл, в котором участники читают свой текст от лица вымышленных персонажей. В большинстве случаев такие баттлы являются постановочными.
С развитием рэп-баттлов вышеперечисленные виды смешивались, образуя форматы фристайл-BPM-баттлов, комплиментарных-BPM-баттлов и других.

## Техника

### Рифмовка
В рэп-баттлах используется множество приёмов из рэпа и поэзии. Помимо простых рифм широко используются двойные (даблрайм), тройные (триплрайм) рифмы, панторифмы и так далее. В отличие от поэзии правила рифмовки в рэп-баттлах более упрощённые.
Существует несколько приёмов рифмовки: разбиения (квадратные, обычные, сложные) и дублирование. Разбиение — это приём рифмовки, при котором рифмуются слоги одного более длинного слова со слогами нескольких более коротких. Пример квадратных разбиений: сосна = со сна, доводы = до воды, пистолет = спи сто лет. Обычные разбиения основаны на созвучии отдельных словосочетаний. Пример: с долгами канитель = Парламент на бите. Сложные разбиения основаны на созвучии нескольких словосочетаний в строке. Пример:
Ты не с улицы, парень, ты просто суицидален,

Оттого, что вы мне двадцать первый целуете палец.
(Oxxxymiron)
Дублирование подразумевает использование омоформ в рифмовке. Пример:

Я вам ударом снёс пол-оскала.

По мне судят рэп, как оперу по Ла Скала.

Твоя мамаша себе точно горло полоскала

После того, как она меня поласкала.
(Oxxxymiron)
Пример чистой панторифмы, где созвучны все гласные и большинство согласных звуков:

Водопад в головах. Паковал толпу,

Подавал катафалк по домам. Тайфун

Матов атаковал балаган. Дам бунт,

Пока вам продавал караван кайф. Бууу!
(Lawanda)
Примеры панторифмы, завязанной в основном на одну согласную, со вспомогательными гласными, за счёт чего достигается эффект каскадных рифм (слова также рифмуются между собой в одной строчке):

Историями, стройными сворами, пробираются в стороны

Дабы стать скормлёнными скромно, с кровью в гриме, криво
(Gillia)

Святая свастика, окрась мир в красный свет

Небесный Сталин, подари нам смерть.
(babangida)
Примеры полнострочной панторифмы, где созвучно большинство гласных и меньшее количество согласных звуков:

Не признак шизика наклонности мизантропа и гомофоба,

И в жизни психика надломится из-за тролля и домового.
(Svyat)
В одной строфе встречаются и сложные совмещённые рифмы, например панторифма + каскадная + перекрёстная (слова рифмуются в двух строках по типу AB/BA). Это позволяет привнести в текст больше осмысленности и стройности мысли, что трудно сделать со сплошной панторифмой:

Не знаю, что ты делал прошлым летом,

Но знаю, что загадочные микрофоны и мониторы

Без названий стоят на студии у Влади

Не для нас с вами, а бойня стала промо к рок-альбому Вани.
(Gillia)

### Панчи
Панч, панчлайн (выпад, колкость) — фрагмент текста, основанный на двойном (иногда тройном) смысле и/или игре слов, как правило, нацеленный на оскорбление оппонента. Следствием панча является восторженная реакция аудитории, которая и определяет успешность панча. Панчи бывают личными и общими. Личные панчи основываются на высмеивании фактов из биографии или личной жизни оппонента. Общие панчи строятся на высмеивании оппонента вне контекста его личной жизни, например, на высмеивании его внешнего вида или псевдонима.

### Техника читки

#### Флоу
Техника читки, активно практикуемая в рэпе и в культуре хип-хопа в целом. Флоу базируется на сочетании скорости читки и интонации. В рэп-баттлах флоу используется для демонстрации артикуляционной техники. Фастфлоу — стиль подачи, построенный на перебежках и ускорениях.

#### Фристайл
Техника, основанная на полной импровизации и исключении заранее написанного и выученного текста. С фристайла зародились рэп-баттлы изначально, однако в последнее время от этой техники на современных турнирах отказываются. Наиболее известным российским фристайлером считается Noize MC. Также фристайл активно практикуют Walkie (скончался) и Abbalbisk.

#### Даблтайм
Читка вдвое быстрее ритма музыки. Используется в баттлах под музыкальный бит.

### Грайм
Грайм — музыкальный жанр, исходящий от гэриджа. Сочетает в себе электронную музыку и минималистичный брейкбит под малые барабаны и глухие басы. Существует в связке с читкой под бит 140 ударов в минуту в стиле R&B с набором пауз и сменой ритма и интонации во время исполнения. На слух грайм напоминает художественное чтение стихов, но в более высоком темпе и агрессивной интонации. В России популяризатором грайма считается Oxxxymiron.
«Бра!» (англ. Braap) — характерное восклицание, которое произносят участники баттла или зрители в зале во время исполнения читки под грайм.

### Дэливери
Вставка вокального напева при читке. В баттлах под музыкальный бит иногда используется для эпатажа или разнообразия. Среди российских баттл-рэперов дэливери практикуют Drago, Маша Hima, Knownaim, Marul, Alphavite.

### Флип
Ответ после раунда оппонента. Пока оппонент зачитывает свой текст, исполнитель подмечает из его текста какие-то факты и обдумывает на них ответные строки. Флип чаще всего используется в начале раунда, но также практикуется привязка флипа к любому месту в тексте прямо во время баттла. Флип считается удачным, если удалось подловить оппонента на лжи или исполнить панчи по фактам из его текста. В России самыми известными рэперами, удачно использующими флип, считаются Oxxxymiron, Витя СД, Rickey F, Гнойный.

## Рэп-баттлы в музыкальной культуре
Рэп-баттл иногда используется при записи музыкальных альбомов и клипов. Часто практикуется на концертах рэп-исполнителей при коллаборации, обычно демонстрируется в виде показательного выступления.